# Epania fustis
Epania fustis är en skalbaggsart som beskrevs av Holzschuh 2008. Epania fustis ingår i släktet Epania och familjen långhorningar.
Artens utbredningsområde är Laos. Inga underarter finns listade i Catalogue of Life.